# آرتور کالدر-مارشال
آرتور کالدر-مارشال (انگلیسی: Arthur Calder-Marshall؛ ۱۹ اوت ۱۹۰۸ – ۱۷ آوریل ۱۹۹۲)؛ رمان‌نویس، فیلم‌نامه‌نویس، و زندگی‌نامه‌نویس اهل ایالات متحده آمریکا بود. او پدر آنا کالدر-مارشال و پدربزرگ تام برک بود.